# Diecezja Hallam
Diecezja Hallam – diecezja Kościoła rzymskokatolickiego w północnej Anglii, w metropolii Liverpoolu. Została ustanowiona decyzją papieża Jana Pawła II w dniu 30 maja 1980 roku. Obejmuje całe hrabstwo South Yorkshire oraz część terytorium hrabstw Derbyshire i Nottinghamshire. Siedzibą biskupów jest Sheffield. Nazwa diecezji pochodzi od krainy historycznej Hallamshire, która znajdowała się na tym samym obszarze. 

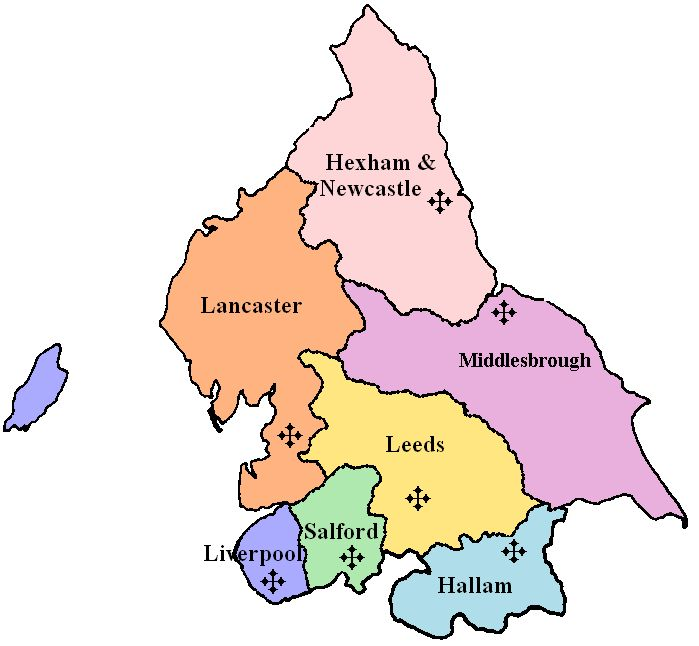
Diecezja na mapie metropolii